# Breezer B850
Der Breezer B850 ist ein Ultraleichtflugzeug von Breezer Aircraft, das speziell für den Flugzeugschlepp von Segelflugzeugen entwickelt wurde. Es ist mit einem Rotax-915-Triebwerk mit 141 PS Leistung ausgestattet. Entstanden ist es auf Basis des weit verbreiteten Breezer B400-6, der ebenfalls in einer speziellen Schleppvariante angeboten wird. Der B850 ist gegenüber dem B400-6 leistungsstärker und kann daher Segelflugzeuge mit einer Masse von bis zu 850 kg in die Luft bringen.

## Konstruktion und technische Daten
Der Breezer B850 ist ein zweisitziger Tiefdecker, der komplett aus Aluminiumblechen gebaut wird. Als Triebwerk kommt ein Rotax 915 iS mit 141 PS Leistung zum Einsatz.
Für den F-Schlepp kann das Flugzeug wahlweise mit einer Einzugsvorrichtung oder mit einer Kupplung ausgestattet werden. Gegenüber dem B400-6 weist der Breezer B850 zudem eine größere Bereifung auf, wodurch er auf robusteren Flugplätzen eingesetzt werden kann.
| Kenngröße                     | Breezer B850        |
| ----------------------------- | ------------------- |
| Besatzung                     | 1+1                 |
| Länge                         | 6,74 m              |
| Spannweite                    | 8,04 m              |
| Höhe                          | 2,18 m              |
| Flügelfläche                  | 10,92 m²            |
| Flügelstreckung               | 5,9                 |
| Leermasse                     | 360 kg              |
| max. Startmasse               | 600 kg              |
| Triebwerk                     | Rotax 915 iS        |
| Triebwerksleistung            | 141 PS (ca. 100 kW) |
| Überziehgeschwindigkeit       | 73 km/h             |
| Höchstgeschwindigkeit         | 245 km/h            |
| Reisegeschwindigkeit          | 225 km/h            |
| maximale Steigrate            | 7,3 m/s             |
| Tankinhalt                    | 76 l                |
| Kraftstoffverbrauch           | 14 bis 30 l/h       |
| Startrollstrecke (TORA)       | 105 m               |
| Landerollstrecke              | 170 m               |
| max. Schleppgewicht F-Schlepp | 850 kg              |